# Eduardo Halfon
Eduardo Halfon (Città del Guatemala, 20 agosto 1971) è uno scrittore guatemalteco.

## Biografia
Nato nel 1971 a Città del Guatemala vive e lavora nel Nebraska.
Trasferitosi negli Stati Uniti con la famiglia a dieci anni, dopo gli studi d'ingegneria industriale all'Università statale della Carolina del Nord, è tornato nella città natale dove ha insegnato letteratura all'Universidad Francisco Marroquín per 8 anni.
Selezionato nel 2007 tra i 39 scrittori latino-americani sotto i 40 anni più promettenti (Bogotá39), è autore di sedici libri tra romanzi, racconti e opere per ragazzi tradotti in inglese, tedesco, italiano, serbo, francese e portoghese.
Nel 2018 la sua raccolta di racconti Duelo è stata inisgnita del Prix du Meilleur livre étranger nella categoria Romanzo.

## Opere (parziale)

### Romanzi
- Esto no es una pipa (2003)
- De cabo roto (2003)
- L'angelo letterario (El ángel literario, 2004), Roma, Cavallo di ferro, 2012 traduzione di Marta Barajas Alonso, Maria Paola Fortuna e Maria Assunta Palluzzi ISBN 978-88-7907-104-8.
- La pirueta (2010)
- Monasterio (2014)
- Canción (2021)
- Tarántula (2024

### Racconti
- Clases de dibujo (2007)
- Siete minutos de desasosiego (2007)
- Clases de hebreo (2008)
- Il pugile polacco (El boxeador polaco, 2008), Soveria Mannelli, Rubbettino, 2014 traduzione di Maria Pina Iannuzzi ISBN 978-88-498-3994-4.
- Morirse un poco (2009)
- Los espacios irónicos (2010)
- Mañana nunca lo hablamos (2011)
- Elocuencias de un tartamudo (2012)
- Signor Hoffmann (2015)
  - Oh ghetto amore mio, Firenze, Giuntina, 2017 traduzione di Vincenzo Barca ISBN 978-88-8057-707-2.
- Lutto (Duelo, 2017), Milano, Il saggiatore, 2022  traduzione di Ilide Carmignani ISBN 978-88-428-2926-3.
- Biblioteca bizarra (2018)

### Letteratura per l'infanzia
- Los tragadores de cosas bonitas (2013)

## Premi e riconoscimenti
- Guggenheim Fellowship: 2011[6]
- Prix Roger-Caillois: 2015
- Prix du Meilleur livre étranger - Romanzo: 2018 per Duelo
- Premio Nacional de Literatura de Guatemala: 2018
- Prix Médicis étranger: 2024 per Tarántula[7]